# Porta Santi
Porta Santi (o "porta dei Santi" o anche "porta Romana") è una delle porte cittadine di Cesena.

## Storia
Nota anche come "Porta Romana" perché posta sulla strada per andare a Roma, se ne trova menzione in atti risalenti al XIV secolo; nella prima metà del XV secolo fu ristrutturata. Nel 1819 fu monumentalizzata in stile neoclassico su progetto dell’architetto Curzio Brunelli in onore del papa Pio VII, di origini cesenati, come testimoniato dall'iscrizione e dagli stemmi.